# Перекоповка (Полтавская область)
Перекоповка (укр. Перекопівка) — село,
Радивоновский сельский совет,
Великобагачанский район,
Полтавская область,
Украина.
Код КОАТУУ — 5320284304. Население по переписи 2001 года составляло 97 человек.

## Географическое положение
Село Перекоповка примыкает к селу Радивоновка.
По селу протекает пересыхающий ручей с запрудой.

## Экономика
- Молочно-товарная ферма.